# Simple Needs
Simple Needs é um álbum gravado em 2004 que marcou o retorno da atriz e cantora estadunidense Yvonne Elliman após uma ausência de 25 anos. Possui as canções "Slippery Slide", "Simple Needs", "Steady As You Go", "The Queen Of Clean", "Yvonne's Dream/Simple Needs". Todas as canções são interpretadas, compostas e produzidas pela própria Yvonne Elliman.